# Bodotria cribraria
Bodotria cribraria är en kräftdjursart som beskrevs av Le Loeuff och Andre Intes 1972. Bodotria cribraria ingår i släktet Bodotria och familjen Bodotriidae. Inga underarter finns listade i Catalogue of Life.